# 薩拉伊柯伊

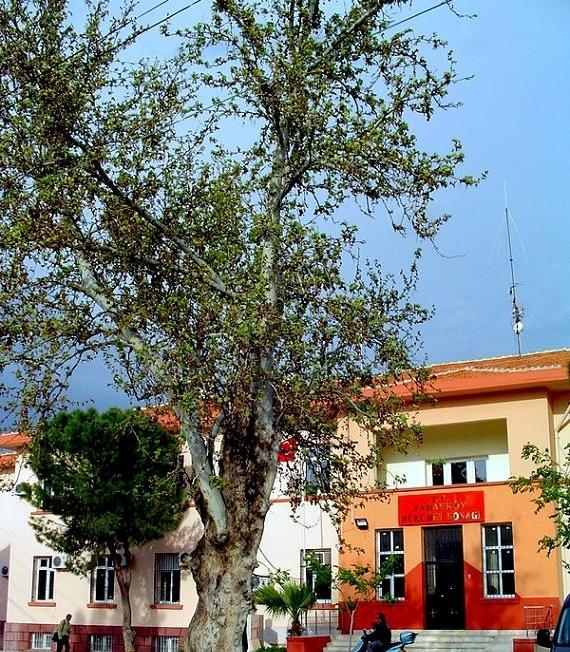

薩拉伊柯伊是土耳其的城鎮，由代尼茲利省負責管轄，位於該國西南部，距離首府代尼茲利20公里，面積470平方公里，主要經濟活動是紡織業，2010年人口18,510。

## 外部連結
- Thermal Resort & Spa （土耳其文）